# Núi Khắc Thiệu
Bế Khắc Thiệu Sơn Lĩnh - Núi Khắc Thiệu là một ngọn núi nằm phía tây của thành phố Cao Bằng, thuộc xã Hoàng Tung và xã Hồng Việt huyện Hòa An, giao điểm của huyện Hòa An với huyện Nguyên Bình (xã Lang Môn), là một địa danh lịch sử tỉnh Cao Bằng- thời kỳ phong kiến.

## Địa lí
Núi Bế Khắc Thiệu (tên chữ Hán cũ:閉可召山嶺) nằm trong khu Công viên địa chất non nước Cao Bằng (hiện nay vẫn chưa đo độ cao núi). Thuộc 2 xã Hoàng Tung và Hồng Việt, Ngoại hình của núi nhìn trông giống như một ngọn núi lửa đã bị dập tắt từ lâu. Gần đó có Nặm Lìn, Hoàng Tung thạch lâm (vườn đá Hoàng Tung), các hang có liên quan truyền thuyết Thạch Sanh và Chiến dịch Biên giới Thu đông 1950: Hang Ngườm Bốc,Ngườm Pục, Ngườm Slưa....

## Đôi nét về Bế Khắc Thiệu
Bế Khắc Thiệu (閉可召) hay Bế Khắc Triệu là một tù trưởng người Tày thời Lê, tham gia khởi nghĩa Lam Sơn, là một trong các tướng của Lê Lợi dự hội thề Đông Quan. Sau một thời gian làm quan triều Lê, Bế Khắc Triệu xin về quê. Năm 1431, bị nghi có ý chống đối, Lê Thái Tổ đem quân đàn áp, Bế Khắc Triệu bỏ trốn rồi chết.
Bế Khắc Thiệu xưng làm Châu Mục cai quản miền đất Cao Bằng; Nông Đắc Thái được coi việc quân. Nhớ công lao của Bế Khắc Thiệu, dân chúng đổi tên Khau Thước thành tên Khau Khắc Thiệu. Nay ngọn núi này trong dải núi Nghiêu Sơn Linh nằm sừng sưng giữa lòng máng sông Bằng Giang. Là giao điểm của ba xã: Hồng Việt, Hoàng Tung, Bế Triều. Nghiêu Sơn Linh là một thắng cảnh, một di tích lịch sử đáng ghi nhớ....

## Lịch sử
Núi này, ngày xưa gọi là Núi con quạ, tiếng Tày là "Khau Thước". Sau gắn liền với tên tuổi của Bế Khắc Thiệu, một tù trưởng của người Tày đã chiêu mộ quân lính đứng lên chống quân Minh xâm lược, tham gia Hội thề Lũng Nhai cùng Lê Lợi dẫy nghĩa ở Lam Sơn – Thanh Hóa.
Chiến công của nghĩa binh do Bế Khắc Thiệu và Nông Đắc Thái lãnh đạo là trận kịch chiến với quân Minh vào năm 1427, dưới chân núi Khắc Thiệu, thuộc Nà Khuổi của thôn Lam Sơn – Hồng Việt – Hòa An ngày nay. Trận này nghĩa binh tiêu diệt 4000 quân giặc và bắt sống tướng nhà Minh.
Vào núi Bế Khắc Thiệu nằm ở ranh giới giữa 2 xã Hồng Việt và Hoàng Tung của huyện Hòa An (Cao Bằng), vẫn còn đó dãy thành đất chạy chung quanh núi với châu vi hơn một km, cao 5m, chân thành rộng 5m, có bãi bàn cờ nằm ở chân núi về phía Tây dài 100m, rộng 20m và cùng nhiều di tích khác liên quan.
Mộ của Bế Khắc Thiệu đặt ở trong thành, trên một gò đất cao, đứng nơi đây có thể nhìn thấy 4 phương, 8 hướng thuận tiện. Các nhà nghiên cứu lịch sử văn hóa địa phương cho rằng đây là nơi ông đã đứng chỉ huy quân năm xưa (từ năm 1417 – 1431). Nếu di tích này được tôn tạo sẽ là nơi hấp dẫn du khách đến thăm thú và chiêm ngưỡng, nghiên cứu.